# Taihungshaniidae
A Taihungshaniidae a háromkaréjú ősrákok (Trilobita) osztályának az Asaphida rendjéhez, ezen belül a Cyclopygoidea öregcsaládjához tartozó család.

## Rendszerezés
A családba az alábbi nemek tartoznak:
- Asaphellina
- Asaphopsis
- Omeipsis
- Pacootella
- Renhuaia
- Taihungshania
- Tungtzuella